# Jacques Villeneuve (född 1953)
Jacques-Joseph Villeneuve, född 4 november 1953 i Berthierville i Québec, är en kanadensisk före detta racerförare.

## Racingkarriär
Villeneuve försökte kvala in till tre formel 1-lopp i början av 1980-talet, men han är mest känd som bror till racerföraren Gilles Villeneuve och farbror till racerföraren Jacques Villeneuve. Han vann ett race i Champ Car på Road America under sin karriär.

## F1-karriär
| Säsong | Stall/Tillverkare | Poäng | Placering |
| ------ | ----------------- | ----- | --------- |
| 1981   | Arrows-Ford       | 0     | –         |
| 1983   | RAM-Ford          | 0     | –         |